# Dictyochaeta fuegiana
Dictyochaeta fuegiana är en svampart som beskrevs av Speg. 1923. Dictyochaeta fuegiana ingår i släktet Dictyochaeta och familjen Chaetosphaeriaceae.   Inga underarter finns listade i Catalogue of Life.